# 2024 dans les chemins de fer
| Années des chemins de fer : 2021 - 2022 - 2023 - 2024 - 2025 - 2026 - 2027    |
| Décennies des chemins de fer : 1990 - 2000 - 2010 - 2020 - 2030 - 2040 - 2050 |

## Accidents ferroviaires
- 24 octobre : en Norvège, percuté par des chutes de pierres, un train déraille entre Trondheim et Bodø en faisant un mort et cinq blessés[1].

## Transports en commun en France

### Ouvertures et prolongements
- 13 juin: prolongement de la Ligne 11 du métro de Paris de Mairie des Lilas à Rosny-Bois-Perrier[2].
- 24 juin: ouverture de la gare de Saint-Denis - Pleyel[3]. Prolongement de la Ligne 14 du Métro de Paris de Mairie de Saint-Ouen à Saint-Denis Pleyel[3].
- 24 juin: prolongement de la Ligne 14 du Métro de Paris de Olympiades à Aéroport d'Orly[4],[5].
- 22 juillet: fermeture au service voyageur de la liaison Serqueux - Gisors, faute de fréquentation[6].
- 2 septembre: fermeture de la ligne du Havre-Graville à Tourville-les-Ifs sur la section encore exploitée du Havre-Graville à Montivilliers et Rolleville en vue de la création de la ligne C du tramway du Havre qui reprendra la plateforme jusqu'à Montivilliers[7],[8].

### Évènements prévus
- Transfert des dernières rames MP 89 CC de la Ligne 4 sur la Ligne 6 du Métro de Paris et réforme des derniers MP 73[réf. nécessaire].
- Dernier remplacement des MP 89 CC par des MP 89 CA, des MP 05 et des MP 14 sur la Ligne 4 du Métro de Paris[réf. nécessaire].

- 10 décembre: mise en service de Tramway TW20 sur le T1.
- 12 décembre: mise en service du RER NG sur le RER D.

## Transports en commun dans le monde

### Nouvelles lignes et nouveaux réseaux de transport en commun inaugurés en 2024
De nouveaux réseaux de transport en commun sont entrés en service dans le monde en 2024  :  :
- Métro
  - Métro de Hô Chi Minh-Ville (Vietnam) : Ben Thanh – Suoi Tien (19.7 km)
  - Métro de Riyad (Arabie Saoudite) : Blue Line SAB – Ad Dar Al Baida (36.7 km)
  - Métro de Thessalonique (Grèce) : Ligne 1 New Railway Station – Nea Elvetia (9.6 km)

- Métro léger

- Tramways

- - Tramway de Dujiangyan (Chine) : Bajiao Temple – Mt. Qingcheng / Zijingcheng (17.3 km)

Dans les réseaux de transport en commun existants les nouvelles lignes suivantes ont été inaugurées  en 2024 : 
- Métro

- - Métro de Shenyang (Chine) : Ligne 3 Lida – Nan Liguan (23 km)
  - Métro de Zhengzhou (Chine) : Ligne 7 Dongzhao – Nangangliu (26.8 km)
  - Métro de Zhengzhou (Chine) :   Ligne 8 Tianjianhu – Lumiao (51.8 km)
  - Métro de Canton (Chine) :  Ligne 11 Circle Line (44.2 km) NEW LINE!
  - Métro de Shenzhen (Chine) :    Ligne 13 Shenzhen Bay Checkpoint - Hi-Tech Central (xx km)
  - Métro de Xi'an (Chine) : Ligne 8 Circle Line (50 km)
  - Métro de Hefei (Chine) : Ligne 8 Yilijing – Beicheng Gaotiezhan (22.5 km)
  - Métro de Riyad (Arabie Saoudite) : Red Line King Saud University – King Fahad Stadium (24.2 km)
  - Métro de Riyad : Line Ministry of Education – National Museum (12.6 km)
  - Métro de Pékin (Chine) : Ligne 3 Dongsi Shitiao – Dongbabei (14.7 km)
  - Métro de Pékin : Line 12 Sijiqingqiao – Dongbabei (26.8 km)
  - Métro de Macao (Chine) : Hengqin Line Lótus – Hengqin (2.2 km)
  - Métro de Macao : Seac Pai Van Line Union Hospital – Seac Pai Van (1.6 km)
  - Métro de Bombay (Inde) : Ligne 3 Aarey JVLR – Bandra-Kurla Complex (12.7 km)
  - Métro de Xi'an (Chine) : Ligne 10 Jingshangcun – Zhaohuiguangchang (34.4 km)
  - Métro de Suzhou (Chine) : Ligne 8 Xijinqiao – Chefang (35.5 km)
  - Métro de Moscou (Russie) : Ligne 16 Novatorskaya – Tyutchevskaya (7.2 km)
  - Métro de Hanoï (Vietnam) : Ligne 3 Nhon – Cau Giay (7.8 km)
  - Métro de Suzhou (Chine) : Ligne 6 Suzhou Xinqu Railway Station – Sangtiandao (35 km)
  - Métro de Qingdao (Chine) : Ligne 6 Hengyunshan Road – Lingshan Bay (30.5 km)
  - Métro de Nankin (Chine) : Ligne 5 Wenjinglu – Jiyindadao (12.9 km)
  - Métro de Changchun (Chine) : Ligne 6 Shuangfeng – Changchun Movie Wonderland (29.6 km)
  - Métro d'Agra (Inde) : (Yellow Line) Mankameshwar Mandir – Taj East Gate
  - Métro de Calcutta (Inde) : Ligne 6 Kavi Subhash (New Garia) – Hemanta Mukhopadhay (Ruby) (5.4 km)

- Métro express

- - Réseau express de Guiyang (Chine) : S1 Wangchengpo – Zaojiaoba (30.3 km)
  - Réseau express régional de Lagos (Nigéria) : Red Line Oyingbo – Agbado (27 km)
  - Réseau express régional de Séoul (Corée du Sud) : GTX-A Suseo – Dongtan (34.9 km)

- Tramway

- - Métro léger de Sydney (Australie) : L4 Parramatta Light Rail Westmead – Carlingford (12 km)

### Prolongements de lignes existantes
Les lignes suivantes ont été prolongées en 2024 (entre parenthèses kilomètrage de voie ajoutées) :
- Métro

- - Métro de Minsk (Biélorussie) : Ligne 3 Kavalskaya Slabada – Slutski Gastsinets (4.1 km)
  - Métro de Moscou (Russie) : Ligne 16 Tyutchevskaya – Novomoskovskaya
  - Métro de Shenzhen (Chine) : Ligne 3 Shuanglong - Pingdi Liulian (9.4 km)
  - Métro de Shenzhen (Chine) : Ligne 7 Xili Lake - SZU Lihu Campus (2.5 km)
  - Métro de Shenzhen (Chine) : Ligne 11 Gangxia North - Huaqiang South (4.4 km)
  - Métro de Shenzhen (Chine) : Ligne 12 Waterlands Resort East - Songgang (8.2 km)
  - Métro de Nankin (Chine) : Ligne 7 Yingtiandajie – Mufuxilu
  - Métro de Tianjin (Chine) : Ligne 11 Dongjiangdao – Shuishanggongyuanxilu
  - Métro de Wuhan (Chine) : Lgine 11 Wuhandong Railway Station – Jiang'an Road (16.3 km)
  - Métro de Vancouver (Canada) : Canada Line Capstan station
  - Métro de Chengdu (Chine) : Ligne 8 Guilong Road – Shilidian & Lianhua – Longgang (7.6 km)
  - Métro de Chengdu : Ligne 27 Shifo – Shuxin Road (24.9 km)
  - Métro de Qingdao (Chine) : Ligne 2 Taishan Road – Sichuan Road
  - Métro de Pékin (Chine) : Changping Line Xitucheng – Jimenqiao
  - Métro de Singapour (Singapour) : NEL Punggol – Punggol Coast (1.7 km)
  - Métro d'Ahmedabad (Inde)  : Blue Line Thaltej – Thaltej Gam (1.3 km)
  - Métro de Xuzhou (Chine) : Ligne 3 Xiadian – Zhenxingdadao (6.6 km) & Gaoxinqunan – Yinshan (1.6 km)
  - Métro de Xuzhou : Gaoxinqunan – Yinshan (1.6 km)
  - Métro de Riyad (Arabie Saoudite) : Yellow & Purple Lines KAFD – Airport T1-2 / An Naseem (49 km)
  - Métro de Suzhou (Chine) : Ligne 7 Hongzhuang – Changlou (24.3 km)
  - Métro de Zhengzhou (Chine) : Ligne 6 Changzhuang – Qinghuafuzhong (26.4 km)
  - Métro de Shanghai (Chine) : Ligne 17 Oriental Land – Xicen (6.6 km)
  - Métro de Harbin (Chine) : Ligne 3 Sports Park – Beima Road (8.6 km)
  - Métro de Jinan (Chine) : Ligne 3 Tantou - Jinan Int'l Airport South (12.7 km)
  - Métro de Manille (Philippines) : Ligne 1 Baclaran – Dr. Santos (6.4 km)
  - Métro de Bangalore (Inde) : Green Line Nagasandra – Madavara (3.1 km)
  - Métro de Los Angeles : C & K Lines Aviation/LAX – Aviation/Century (1.9 km)
  - Métro de Canton (Chine) : Ligne 3 Panyu Square – Haibang (9.6 km)
  - Métro de Milan  (Italie): M4 San Babila – San Cristoforo (7.8 km)
  - Métro de Wuhan (Chine) : Ligne 7 Hengdian – Huangpi Square (15.1 km)
  - Métro de Pune (Inde) : Ligne 1 District Court – Swargate (3.3 km)
  - Métro de Chengdu (Chine) : Ligne S3 Futian – Ziyang Bei Station (38.7 km)
  - Métro de Tianjin (Chine) : Ligne 5 & Jinjing Ligne Liqizhuangnan – Jinghuadongdao – Tuanboyixueyuan (1.3 km +13.4 km)
  - Métro de Xi'an (Chine) : Line 5 Matengkong – Yanminghu (3.4 km) &
  - Métro de Xi'an : Line 6 Xi’an Int’l Medical Center – Xi’an South Railway Station (4.5 km)
  - Métro d'Ahmedabad (Inde) : Ligne 2 Motera – Gandhinagar Sector 1 / GIFT City (15.4 km + 5.4 km)
  - Métro de Moscou (Russie) : Ligne 1 Novomoskovskaya (ex Kommunarka) – Potapovo (1.9 km)
  - Métro de Foshan (Chine) : Ligne 3 Zhen’an – Zhongshan Park & Lianhe – Foshan University (22.2 km)
  - Métro de Sydney (Australie) : M1 Chatswood – Sydenham (15.5 km)
  - Métro de Séoul (Corée du sud) : Ligne 8 Amsa – Byeollae (12.4 km)
  - Métro de Chicago (États-Unis) : Green Ligne Damen station
  - Métro de Catane (Italie) : Nesima – Monte Po (1.3 km)
  - Métro de Naples (Italie) : Ligne 6 [Mostra –] Mergellina – Municipio (3.7 km)
  - Métro de Tianjin (Chine) : Ligne 1 Donggulu – Shuangqiaohe
  - Métro de Kaohsiung (Taïwan) : Red Ligne Kaohsiung Medical University Gangshan Hospital – Gangshan Railway Station (1.5 km)
  - Métro de Changsha (Chine) : Ligne 1 Kaifu District Government – Jinpenqiu (9.9 km)
  - Métro de Ningbo (Chine) : Ligne 5 Xingzhuang Road – Luotuo Bridge
  - Métro de Paris (France) : M14 Mairie de St-Ouen – St-Denis-Pleyel & Olympiades – Aéroport d'Orly (14 km)
  - Métro de Singapour (Singapour) : TEL Gardens by the Bay – Bayshore (10.8 km)
  - Métro de Copenhague (Danemark) : M4 København H – København Syd (5 km)
  - Métro de Paris (France) : M11 Mairie des Lilas – Rosny Bois-Perrier (5.4 km)
  - Métro du Caire (Égypte) : Ligne 3 Kit-Kat – Giza University (7.1 km)
  - Métro de Hefei (Chine) : Ligne 4 Beiyanhu – Shaomaigang (12 km)
  - Métro de Panama (Panama) : Ligne 1 San Isidro – Villa Zaita (2.3 km)
  - Métro de Shaoxing (Chine) : Ligne 1 Huangjiu Town – Daqingsi (4.1 km)
  - Métro de Bursa (Turquie) : M1 Emek – Gecit/Balat (1.2 km)
  - Métro d'Osaka : Kitakyu (Midosuji Line) Senri-Chuo – Minoh-Kayano (2.5 km)
  - Métro d'Istanbul (Turquie) : M11 Kargo Terminali – Arnavutköy (8.5 km)
  - Métro d'Istanbul (Turquie) : M9 Bahariye – Ataköy (12 km)
  - Métro d'Istanbul (Turquie) : M5 Çekmeköy – Samandira Merkez (6.5 km)
  - Métro de Téhéran (Iran) : Ligne 4 Allameh Ja'fari – Ayatollah Kashani
  - Métro de Tachkent (Ouzbékistan) : Circle Line Quruvchilar – Qipchoq (3.5 km)
  - Métro d'Istanbul (Turquie) : M3 Kirazli – Bakirköy Sahil (8.4 km)
  - Métro de Cochin (Inde) : SN Junction – Thripunithura (1 km)
  - Métro de Pune (Inde) : Ligne 2 Ruby Hall Clinic – Ramwadi (5.5 km)
  - Métro de Calcutta (Inde) : Line 2 Howrah Maidan – Esplanade & Line 3 Taratala – Majerhat
  - Métro d'Izmir (Turquie) : Sehitlik – Kaymakamlik (0.7 km)
  - Métro d'Izmir (Turquie) : Fahrettin Altay – Sehitlik (6.3 km) > More info at Istanbul
  - Métro d'Istanbul (Turquie) : M11 Kagithane – Gayrettepe (3.5 km)
  - Métro du Caire  (Égypte) : Ligne 3 Kit-Kat – Rod El Farag Corridor (7 km)

- Métro léger

- RER

- - Ligne GTX-A de Séoul Séoul (Corée du Sud) – Unjeongjungang (51,8 km)
  - Réseau express régional de Perth (Australie) : Bayswater – Ellenbrook (21 km)
  - Réseau express régional de México/Toluca (Mexique) : 'El Insurgente' Lerma – Santa Fe (29.7 km)
  - Réseau express régional de Delhi (Inde) : RapidX Modinagar North – Meerut South (8 km)
  - Réseau express régional de Perth (Australie) : Joondalup Ligne Butler – Yanchep (14.5 km)
  - Réseau express régional de Melbourne (Australie) : Pakenham – East Pakenham (1.9 km)
  - Réseau express régional de Guangzhou/Foshan (Chine) : Guangdong Intercity Foshan West – Dongguan West
  - Réseau express régional d'Île-de-France (France) : Ligne E Haussmann St-Lazare – Nanterre La Folie (8 km)
  - Réseau express régional de Delhi (Inde) : RapidX Duhai – Modinagar North (17 km)
  - Réseau express régional de Wuxi (Chine) : S1 Yanqiao – Jiangyin Bund (30.4 km)

- Tramway

- - Tramway de Tallinn (Estonie) : Ligne 2 Suur Rannavärav (ex Linnahall) – Vanasadam – Paberi (2 km)
  - Tramway de Séville (Espagne) : T1 Eduardo Dato – Luis de Morales (0.5 km)
  - Tramway de Barcelone (Espagne) : T4 Glòries – Verdaguer (1.8 km)
  - Tramway de Varsovie (Pologne) : Lignes 14 & 16 Spacerowa – Miasteczko Wilanów (6.3 km)
  - Tramway de Stuttgart (Allemagne) :  U5 Leinfelden Bahnhof – Leinfelden Neuer Markt (0.7 km)
  - Tramway de Casablanca (Maroc) : T3 Gare de Casa-Port – Hay El Wahda (14.1 km)
  - Tramway de Casablanca :  T4 Parc de la Ligue Arabe – Mohammed Erradi (12.5 km)
  - Tramway de Bruxelles (Belgique) : Ligne 10 Heembeek – Hôpital Militaire (4.4 km)
  - Tramway de Moscou (Russie) : Ligne 2 Kostomarovskiy Most – Metro Ploschad Ilyicha (0.8 km)
  - Tramway d'Helsinki (Finlande) : Ligne 13 Pasila (Maistraatintori) – Nihti (4.3 km)
  - Tramway d'Amsterdam (Pays-Bas) : Ligne 25 Amstelveen Westwijk – Uithoorn Centrum (5.4 km)
  - Tramway de Luxembourg (Luxembourg) : Lycée Bouneweg – Stadion (3.7 km)
  - Tramway de Szczecin (Pologne) : Ligne 5/7 Krzekowo – Osiedle Zawadzkiego (0.8 km)
  - Tramway de Séville (Espagne) : T1 San Bernardo – Eduardo Dato (1 km)
  - Tramway de Blackpool (Royaume-Uni) : North Pier – North Station (0.5 km)
  - Tramway de Varsovie (Pologne) : Ligne 11 Goworka – Sielce (Czerniakowska) (2.1 km)
  - Tramway de Doha (Quatar) Lusail : Al Wessil - Rawdat Lusail & Tarfat South
  - Tramway de Paris (France) : T3b Porte d’Asnières – Porte Dauphine (3.2 km)
  - Tramway d'Izmit (Turquie) : Mehmet Ali Pasa – Sehir Hastanesi (3 km)
  - Tramway de Varsovie (Pologne) : Reduta Wolska – Szpital Wolski (1.8 km)
  - Tramway de Rio de Janeiro (Brésil) : Ligne 1/4 Rodoviária – Terminal Intermodal Gentileza (0.4 km)
  - Tramway d'Iekaterinbourg (Russie) : Ligne 9 Ul. Musorskogo – Luchistaya ulitsa (1.7 km)
  - Tramway d'Izmir (Turquie) : Çevre Yolu – Katip Çelebi Üniversitesi (9.9 km)
  - Tramway de Daugavpils (Lithuanie) : Lignes 3/5 Butlerova iela – Stropi ezers (1.8 km)
  - Tramway de Cracovie (Pologne) : Lignes 18/50 Papierni Pradnickich – Gorka Narodowa (0.7 km)
  - Tramway de Kaohsiung (Taïwan) : Heart of Love River – Kaisyuan Park (4.9 km)

### Nombre de kilomètres de voie ajoutés en 2024
| Pays            | Métro léger | Métro   | RER   | Tramway | Total   |
| --------------- | ----------- | ------- | ----- | ------- | ------- |
| Afrique         |             | 14,1    | 27    | 26,6    | 67,7    |
| Égypte          |             | 14,1    |       |         | 14,1    |
| Maroc           |             |         |       | 26,6    | 26,6    |
| Nigeria         |             |         | 27    |         | 27      |
| Amérique        | 26,8        | 4,2     | 29,7  | 0,4     | 61,1    |
| Brésil          |             |         |       | 0,4     | 0,4     |
| Canada          |             | 0       |       |         | 0       |
| États-Unis      | 26,8        | 1,9     |       |         | 28,7    |
| Mexique         |             |         | 29,7  |         | 29,7    |
| Panama          |             | 2,3     |       |         | 2,3     |
| Asie            | 17,2        | 1001,6  | 172,4 | 27,2    | 1218,4  |
| Arabie Saoudite |             | 122,5   |       |         | 122,5   |
| Chine           | 17,2        | 759,5   | 60,7  | 17,3    | 854,7   |
| Corée du Sud    |             | 12,4    | 86,7  |         | 99,1    |
| Inde            |             | 60      | 25    |         | 85      |
| Iran            |             | 1       |       |         | 1       |
| Japon           |             | 2,5     |       |         | 2,5     |
| Ouzbékistan     |             | 3,5     |       |         | 3,5     |
| Philippines     |             | 6,4     |       |         | 6,4     |
| Qatar           |             |         |       | 5       | 5       |
| Singapour       |             | 12,5    |       |         | 12,5    |
| Taïwan          |             | 1,5     |       | 4,9     | 6,4     |
| Vietnam         |             | 19,8    |       |         | 19,8    |
| Europe          | 3,1         | 114,13  | 8     | 56,4    | 181,63  |
| Allemagne       |             |         |       | 0,7     | 0,7     |
| Belgique        |             |         |       | 4,4     | 4,4     |
| Danemark        |             | 5       |       |         | 5       |
| Espagne         |             |         |       | 3,3     | 3,3     |
| Estonie         |             |         |       | 2       | 2       |
| Finlande        |             |         |       | 4,3     | 4,3     |
| France          |             | 19,4    | 8     | 3,2     | 30,6    |
| Grèce           |             | 9,6     |       |         | 9,6     |
| Italie          |             | 12,83   |       |         | 12,83   |
| Lithuanie       |             |         |       | 1,8     | 1,8     |
| Luxembourg      |             |         |       | 3,7     | 3,7     |
| Pays-Bas        |             |         |       | 5,4     | 5,4     |
| Pologne         |             |         |       | 11,7    | 11,7    |
| Portugal        | 3,1         |         |       |         | 3,1     |
| Royaume-Uni     |             |         |       | 0,5     | 0,5     |
| Russie          |             | 16,1    |       | 2,5     | 18,6    |
| Turquie         |             | 47,1    |       | 12,9    | 60      |
| Bielorussie     |             | 4,1     |       |         | 4,1     |
| Océanie         |             | 15,5    | 37,4  | 12      | 64,9    |
| Australie       |             | 15,5    | 37,4  | 12      | 64,9    |
| Total général   | 47,1        | 1149,53 | 274,5 | 122,6   | 1593,73 |